# Gare de Davos-Platz
La gare de Davos-Platz (en allemand Bahnhof Davos-Platz) est une gare ferroviaire suisse des lignes RhB à voie métrique de Landquart à Davos-Platz et de Davos-Platz à Filisur. Elle est située à Davos-Platz, l'une des deux entités de la ville de Davos, région de Prättigau/Davos dans le canton des Grisons.
C'est une gare des Chemins de fer rhétiques (RhB).

## Situation ferroviaire
Établie à 1 540 mètres d'altitude, la gare de bifurcation de Davos-Platz est la gare terminus, au point kilométrique (PK) 49,978 de la ligne de Landquart à Davos-Platz (no 910), après la gare de Davos-Dorf, et l'origine de la ligne de Davos-Platz à Filisur (no 915), avant la gare de Davos-Frauenkirch (s'intercale la halte fermée de Davos-Islen).

## Histoire
Le 12 juin 1890, le conseil fédéral suisse approuve le plan du tracé de la ligne de Landquart à Davos entre Davos-Dörfli et Davos-Platz.

## Service des voyageurs

### Accueil
Gare des Chemins de fer rhétiques (RhB), elle dispose d'un bâtiment voyageurs.

### Desserte

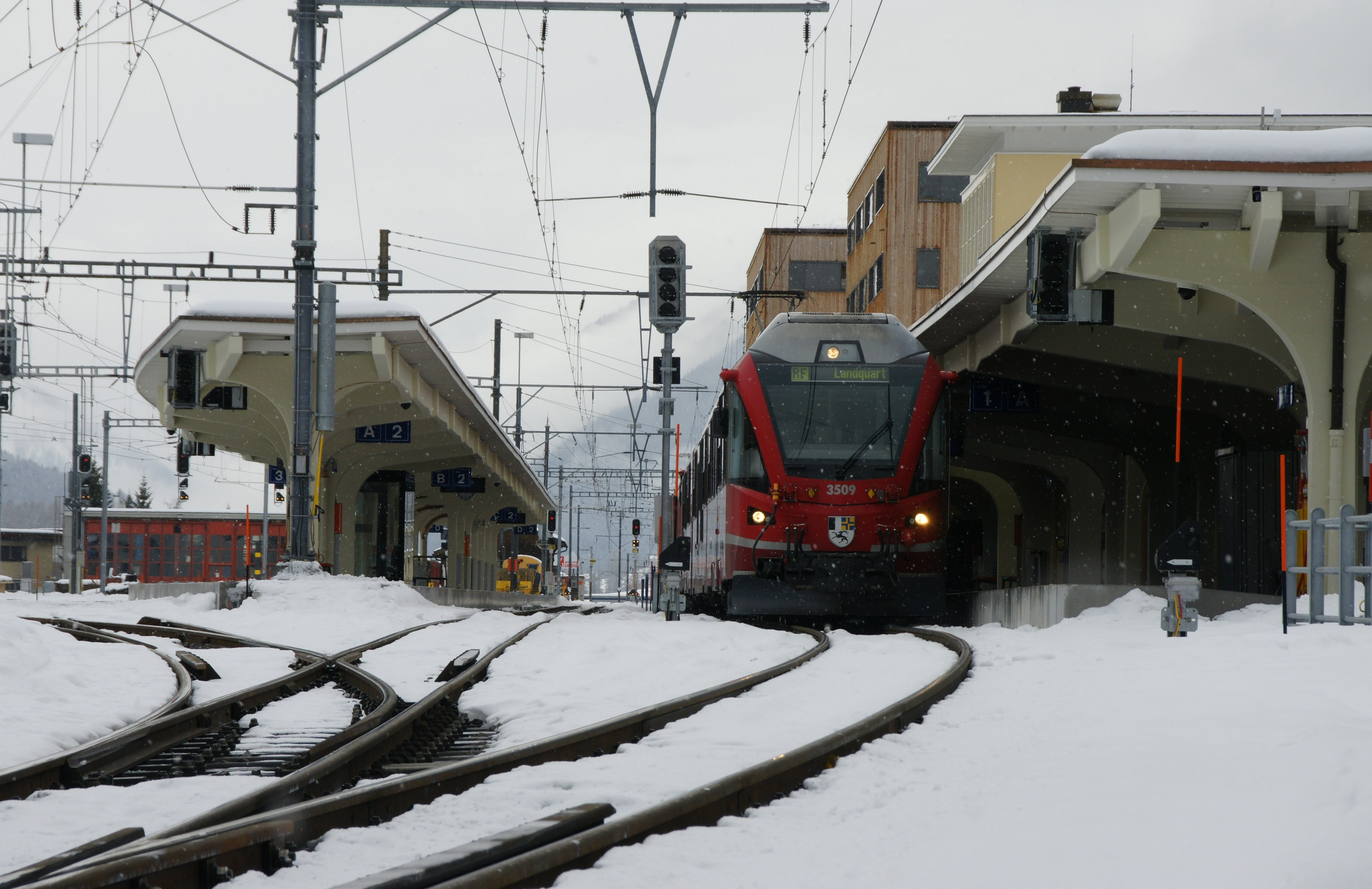
Intérieur de la gare le 16 janvier 2014.

### Intermodalité
Un parking pour les véhicules y est aménagé. Elle est desservie par des bus locaux.